# Thurn und Taxis

Stemma dei Thurn und Taxis

I Thurn und Taxis (noti in italiano anche come della Torre e Tasso) sono una nobile e importante famiglia tedesca. Erano un tempo principi del Sacro Romano Impero e acquistarono un importante ruolo politico ed economico, in particolare ebbero a partire dal Quattrocento un ruolo fondamentale nella diffusione del sistema postale in Europa, attività che continuarono fino al 1866. La famiglia è di origine italiana, in quanto discende dai Tasso, originari di Cornello in Val Brembana.
I Thurn und Taxis furono baroni e, nonostante il basso rango che non assegnava loro alcun territorio, acquisirono tanto potere da ottenere il diritto di voto del Sacro romano impero nel Circolo del Reno Elettorale, un privilegio che li rendeva immuni da qualsiasi giurisdizione al di sotto dell'imperatore. La famiglia fino al 1701 risiedette a Bruxelles, poi a Francoforte sul Meno; infine, nel 1748, si trasferirono a Ratisbona e risiedevano nel castello di questa città, tuttora di loro proprietà. I Thurn und Taxis hanno le proprie tombe gentilizie nella chiesa di Notre-Dame du Sablon, in Belgio, e nell'abbazia di Sant'Emmerano, a Ratisbona.
La famiglia ebbe feudi sovrani nel Sud della Germania ma nell'Ottocento, dopo la mediatizzazione, questi vennero divisi tra vari Stati (Regno di Baviera, Regno di Württemberg e principato di Hohenzollern-Sigmaringen).

## Storia

### Origini
Almeno dal 1489 Jannetto de Tassis, discendente dalla famiglia di corrieri bergamaschi Tasso, ricoprì l'incarico di mastro di posta (Kuriermeister) di Massimiliano I d'Asburgo, con sede a Innsbruck, dove Massimiliano teneva la propria corte. La strada postale più importante era la "via di Fiandra", che collegava la corte di Innsbruck a Malines nei Paesi Bassi, appartenenti alla moglie Maria di Borgogna.
Nel 1501 il figlio di Massimiliano, Filippo il bello, nominò Francesco Tasso, fratello di Janetto, capitano e maestro delle poste dei Paesi Bassi, con sede a Malines. Divenuto re consorte di Castiglia, Filippo nel 1505 stipulò un nuovo contratto con Francesco Tasso, affidandogli anche le poste fra Bruxelles e la Spagna, fino a Granada, attraverso la Francia.
Nel 1516 il nuovo re di Spagna Carlo I (il futuro Carlo V del Sacro Romano Impero) stipulò un'altra convenzione con Francesco Tasso, che definì il carattere di primo sistema postale sovrannazionale. In particolare la via di Fiandra fu prolungata a sud delle Alpi, fino a Roma e Napoli. Francesco morì senza eredi nel 1518.
Un terzo fratello, Ruggero II, investì finanziariamente nel sistema postale rendendo la prestazione regolare e meritandosi le cariche di Gran Cacciatore e ciambellano imperiale. Ebbe quattro figli: Maffeo, Davide, Simone e Giovan Battista.
Il primogenito Maffeo fu Maestro Generale delle Poste pontificie, ma morì senza eredi.
Il secondogenito Simone fu nominato Maestro generale delle Poste del Ducato di Milano nel 1536. La carica passò poi al figlio primogenito Ruggero. Il secondogenito di Simone, Antonio, si trasferì a Roma e i suoi discendenti ottennero il titolo di principi de Tassis; la famiglia terminò nel 1800.
Il terzo maschio, David forse operava già a Venezia; senz'altro suo figlio Ruggero fu fatto Mastro delle Poste imperiali a Venezia nel 1541 e la carica passò ai suoi discendenti fino alla fine della Repubblica di Venezia.

### Mastri delle Poste
Infine, la sorella Elisabetta sposò Bono Bordogna, che verrà nominato mastro di posta di Trento e da cui discende il ramo Tasso-Bordogna-Valnigra i cui membri ricoprirono ereditariamente la carica fino all'incameramento da parte dello Stato voluto da Maria Teresa nel 1769.
L'ultimo maschio, Giovan Battista, raccolse l'eredità dello zio Francesco riorganizzando e rendendo più celeri i servizi e nel 1520 Carlo V, ormai imperatore, gli concesse il titolo di gran maestro delle poste imperiali, con sede a Bruxelles. A partire da tale data le poste tassiane trasportarono anche la corrispondenza privata. Nel 1531 Giovanni Battista fu riconosciuto nobile del Sacro Romano Impero e fu infine creato conte de La Roche nelle Ardenne. Ebbe vari figli, fra cui Raimondo e Leonardo.
Raimondo nel 1535 ricevette l'incarico di Correo mayor de España, che trasmise ai figli fino al 1622. Questo ramo, che portava il titolo di conti di Villa Mediana, è noto come "Tassis-Peralta".
Leonardo I de Tassis (1522-1612) proseguì la linea principale della prosapia subentrando nell'ufficio trasmissibile di Mastro Generale delle Poste dell'Impero nel 1595. Nel 1608 fu creato barone imperiale di Brusinghen e ciambellano imperiale con diritto di voto al Reichstag. Nel 1612 fu elevato a conte del Sacro Romano Impero.
Suo figlio Lamoral I (1557-1624) ottenne che la carica di Maestro Generale delle Poste Imperiali divenisse un feudo imperiale del Sacro Romano Impero; ebbe un figlio, Leonardo II, il quale, dopo aver preso possesso del pubblico incarico, sviluppò ulteriormente il collegamento postale tra le maggiori città imperiali.

### Principi di Thurn und Taxis

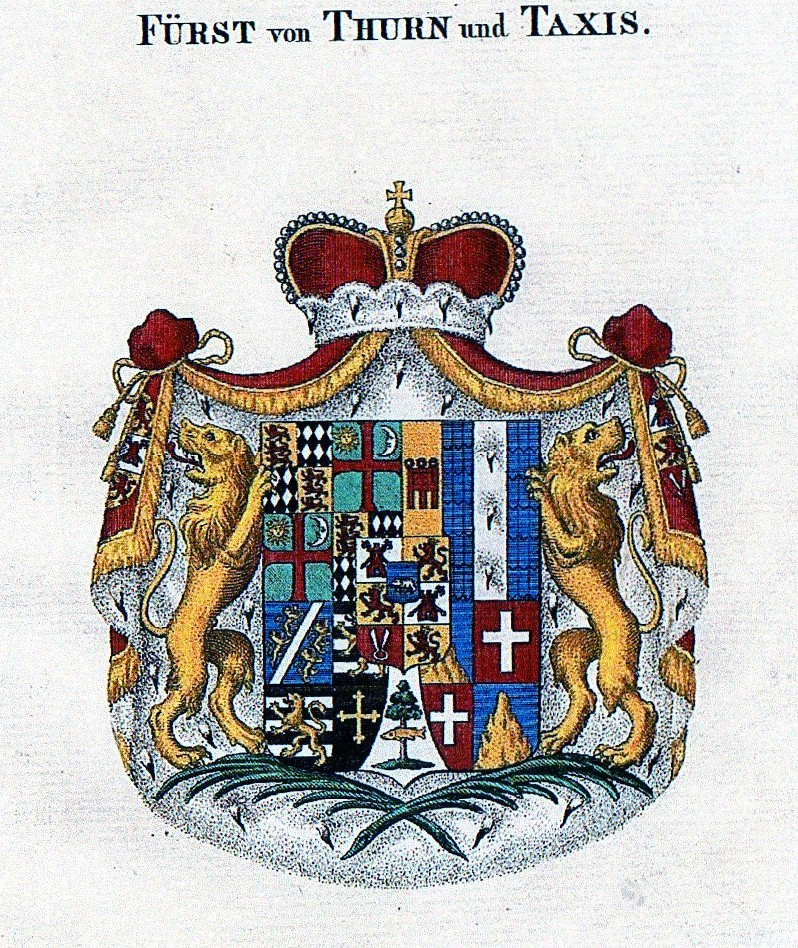
L'arme dei Principi Thurn und Taxis

Il primogenito Lamoral Claudio, desideroso di fregiarsi di aristocratiche ascendenze, accettò l'ipotesi di discendere dai Della Torre signori di Milano e conti di Valsassina, e, nel 1650 assunse il cognome germanizzato di conte von Thurn und Taxis. Durante la guerra dei trent'anni riuscì a conservare l'organizzazione del sistema postale imperiale e nel 1664 si aggiudicò la titolarità dell'apparato postale bavarese.
Il successore Eugenio Alessandro si assicurò nel 1681 lo status ispano-olandese di Principe di Thurn und Taxis con l'elevazione dei territori della zona a signoria sovrana. Nel 1695 fu riconosciuto come Principe del Sacro Romano Impero e, nel 1754, fu anche ammesso nella dieta imperiale; estese inoltre gli interessi della famiglia in Polonia, Svizzera e Francia, mantenendo l'attribuzione di "Mastro Generale delle Poste imperiali dei Paesi Bassi e Borgogna.
Vennero altresì istituiti gli ordini equestri della "Casa di Thurn und Taxis" (1704) e della "Perfetta Amicizia" (1733): tali onorificenze, assai ambite, erano tipiche e frequenti nelle case nobiliari e reali.

### XVIII secolo

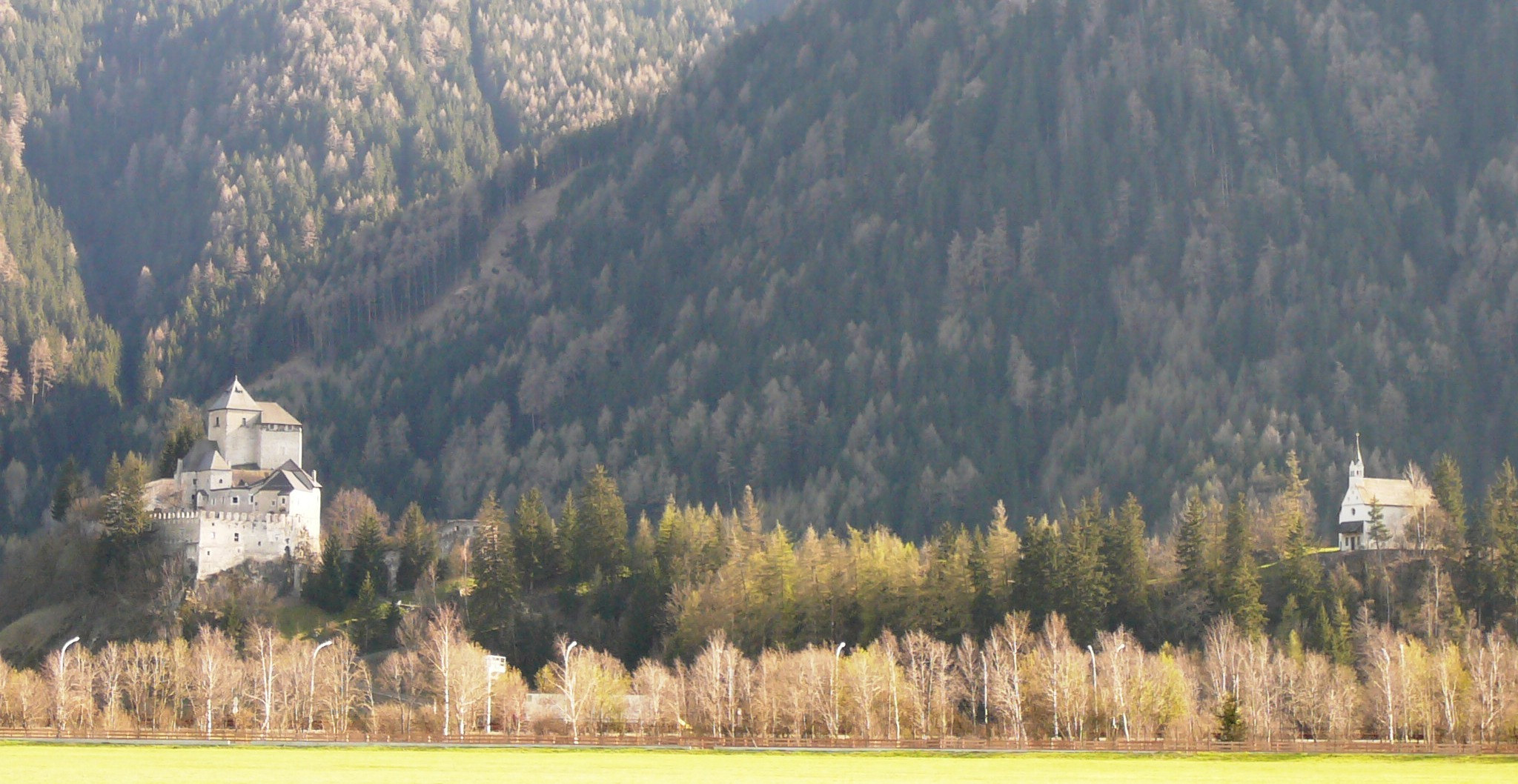
Il castel Tasso (Reifenstein) alle porte di Vipiteno

Durante la Guerra di successione spagnola i Paesi Bassi vennero temporaneamente occupati dai Francesi ed i Thurn un Taxis persero il generalato delle poste olandesi, cosicché nel 1701 Eugen Alexander trasferì la sede da Bruxelles a Francoforte sul Meno.
Il nipote di Eugenio Alessandro, Alessandro Ferdinando ottenne il diritto di voto all'interno del collegio dei principi della dieta nel banco del circolo del Reno elettorale (1754). Nel 1748, in esito alla Guerra di successione austriaca, Eugenio Alessandro ed i suoi discendenti furono nominati commissari imperiali alla Dieta perpetua di Ratisbona e trasferirono la propria residenza in tale città libera.
Ebbe due figli: Massimiliano Giuseppe e Carlo Anselmo. Il primo diede origine alla linea boema della dinastia, il secondo ricoprì la carica di Gran Mastro delle Poste e si procacciò, nella seconda metà del XVIII secolo, il dominio su alcune signorie che vennero convertite in contee principesche nel 1788 (Osterhofen, Duttenstein); dal 1749, poi, acquistarono i feudi equestri di Ballmertshofen, Trugenhofen, Demmingen, mentre le contee di Friedberg e Scheer, possedute successivamente dai conti svevi von Waldburg, diverranno sovrane nel 1788. Nel 1754 con la rilevazione di Bludegg sul Danubio, diventarono anche principi svevi con diritto di seggio e voto collegiale.

### XIX secolo

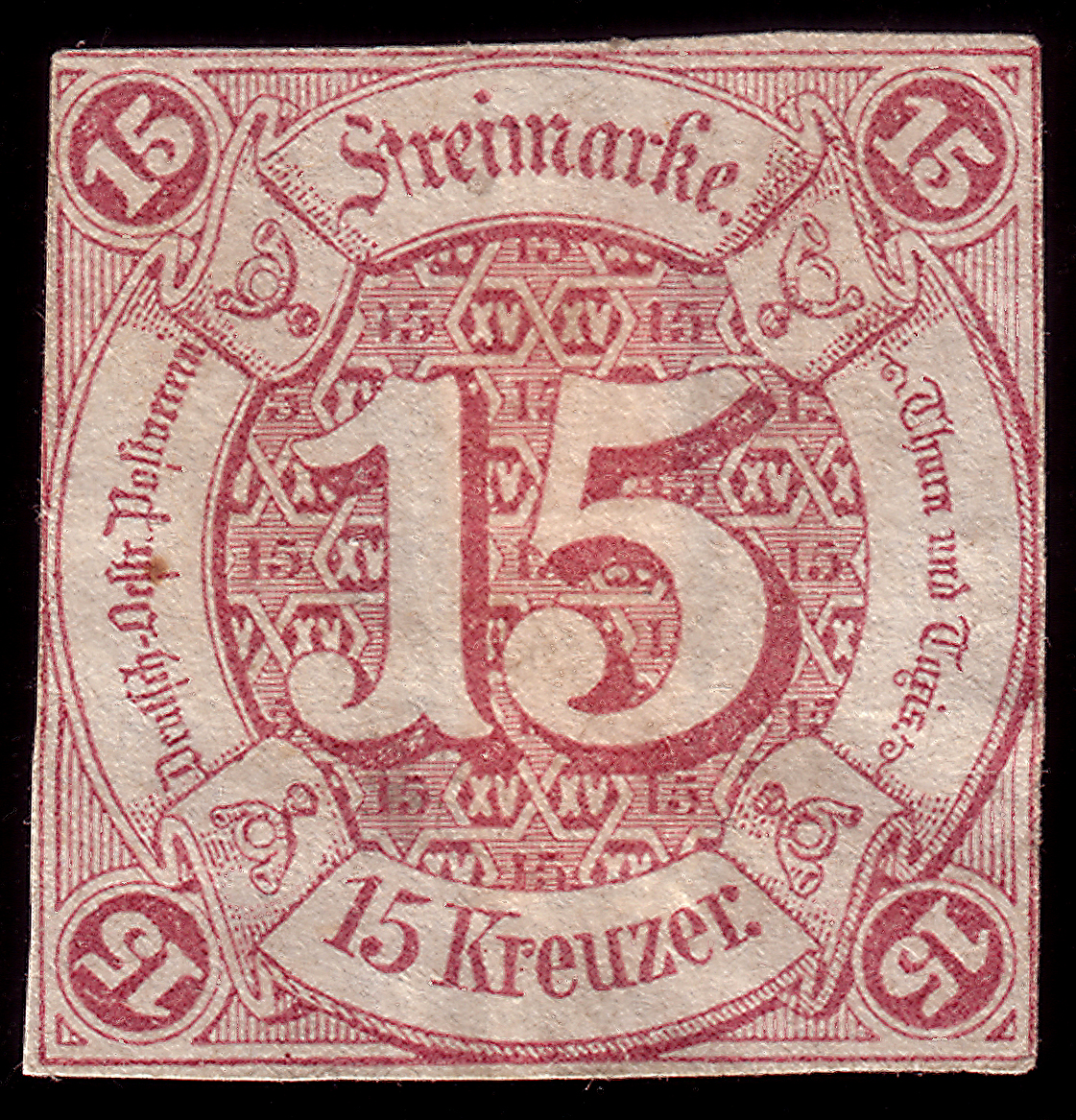
Francobollo del 1859 da 15 kreuzer delle poste Thurn und Taxis

Carlo Anselmo perse nel 1801 con la pace di Lunéville le rendite postali sulla riva sinistra del Reno, ma fu indennizzato con la città di Bad Buchau e altre terre (Marchtal, Neresheim, Schremmerberg). Fra il 1805 e il 1806, con lo scioglimento del Sacro Romano Impero e la costituzione della Confederazione del Reno, il figlio Carlo Alessandro conservò solo la gestione delle poste solo in alcuni staterelli della Turingia. Nel 1806 il Sacro Romano Impero fu sciolto e lui restò privo della sovranità sui territori aviti e fu mediatizzato dal Württemberg.
Dal 1811 al 1819 cedette il servizio postale prima nel granducato di Baden e poi nella Prussia. Con il Congresso di Vienna del 1815 l'organizzazione postale tassiana divenne un'impresa privata che gestiva la corrispondenza degli stati minori tedeschi (ovvero escluse l'Austria, la Prussia e la Baviera). Nel 1851 il figlio Massimiliano Carlo rinunciò anche alla gestione nel Württemberg e fu ammesso prima alla camera dei signori di Prussia, poi anche a quella d'Austria. Il 1º gennaio 1852 entrarono in vigore i francobolli delle poste Thurn und Taxis.
Il 16 luglio 1866, nel corso della guerra austro-prussiana, le truppe prussiane occuparono Francoforte e perciò anche la sede centrale delle poste tassiane e il 30 giugno dell'anno successivo cessarono definitivamente le poste dei Thurn und Taxis.
I suoi discendenti furono nominati nel 1899 duchi di Worth e Donaustauf: in tal modo altri titoli di nobiltà si aggiungevano nella prolifica casata.

### Epoca recente
Il capo della casata dei Thurn und Taxis è il principe Alberto II di Thurn und Taxis, figlio di Giovanni e di sua moglie Gloria. La famiglia è una delle più ricche e prestigiose della Germania; risiede al castello di Sant'Emmerano, già abbazia principesca, a Ratisbona sin dal 1748. La birreria di proprietà della famiglia fu venduta alla multinazionale Paulaner di Monaco di Baviera nel 1996, ma continua a produrre con il nome dei Thurn und Taxis. Il papa Benedetto XVI conosceva molto bene i Thurn und Taxis, da sempre suoi benefattori. Molti membri della casata furono Cavalieri di Malta.

## Linea di successione
La linea di successione segue il criterio della legge salica, ossia esclude le donne dall'acquisizione del titolo principesco. Attualmente, esiste attraverso alcune linee discendenti da Alessandro Ferdinando, quarto principe di Thurn und Taxis. L'attuale capo della casa è sua altezza serenissima il principe Alberto II, dodicesimo principe di Thurn und Taxis, nato nel 1983. Alberto II non ha figli, e, pertanto, l'attuale linea di successione è composta da parenti appartenenti al ramo ceco del Casato di Thurn und Taxis (staccatosi a inizio Ottocento e da cui deriva anche il ramo italiano di Castel Duino) e non da discendenti diretti. La linea di successione è la seguente:
1. Sua altezza serenissima il principe Friedrich von Thurn und Taxis, nato nel 1950.
2. Sua altezza serenissima il principe Karl Ferdinand von Thurn und Taxis, nato nel 1952 (che ha tre figli maschi ma senza diritti dinastici)
3. Sua altezza serenissima il principe Maximilian von Thurn und Taxis, nato nel 1955.

I tre sono fratelli, dopo di loro verrebbe Carlo Alessandro della Torre e Tasso, duca di Castel Duino, figlio di Eugenia di Grecia e Danimarca e capo del ramo italiano della famiglia. Vi sono parenti più stretti dell'attuale capofamiglia Alberto II, ma hanno perso i loro diritti per avere madri che non soddisfano la legge familiare di successione.

## La famiglia nella cultura di massa

### Giochi da tavolo
Nel 2006 la casa editrice tedesca di giochi Hans im Gluck ha pubblicato Thurn und Taxis, un gioco da tavolo in stile tedesco di Andreas Seyfarth; il gioco ha vinto vari premi, tra cui il prestigioso Spiel des Jahres nel 2006.

## Mastri Generali delle Poste (1490-1805), Nobili de Tassis (1512-1608), Sovrani di Thurn und Taxis (1608-1805)
| N° | Titolo              | Nome                         | Dal            | Al        | Consorte e Note |
| 1  | Mastro              | Jannetto de Tassis           | 1490           | 1501      | Mastro Generale delle Poste |
| 2  | Mastro Nobile       | Francesco I                  | 1501 1512      | 1512 1517 | Dorothea Luytvoldi; Nobile de Tassis |
| 3  | Nobile              | Giovanni Battista            | 1517           | 1541      | Cristina di Wachtendonk |
| 4  | Nobile              | Francesco II                 | 1541           | 1543      | |
| 5  | Nobile Barone Conte | Leonardo I                   | 1544 1608 1612 | 1608 1612 | Margaretha Damant Boisot de Rouha; Barone imperiale di Brusinghen; Conte del Sacro Romano Impero                                                                                            |
| 6  | Conte               | Lamoral I                    | 1612           | 1624      | Genoveffa de Taxis |
| 7  | Conte               | Leonardo II                  | 1624           | 1628      | Alexandrina de Rye, reggente (1628-1646) |
| 8  | Conte               | Lamoral II Claudio Francesco | 1628           | 1676      | Anna di Horne |
| 9  | Conte Principe      | Eugenio Alessandro           | 1676 1695      | 1695 1714 | Anna Adelaide di Furstenberg, Anna Augusta di Hohenloe-Waldenburg |
| 10 | Principe            | Anselmo Francesco            | 1714           | 1739      | Maria Ludovica di Lobkowicz |
| 11 | Principe            | Alessandro Ferdinando        | 1739           | 1773      | Sofia Cristina di Brandeburgo, Luisa di Lorena, Maria Enrichetta di Furstenberg |
| 12 | Principe            | Carlo Anselmo                | 1773           | 1805      | Augusta di Wurttemberg; ultimo Principe Sovrano, Napoleone I soppresse il Generalato delle Posta del S.R.I., ma consentì alla famiglia di mantenere i propri titoli e prerogative nobiliari |

## Capi della casata di Thurn und Taxis (dal 1805)

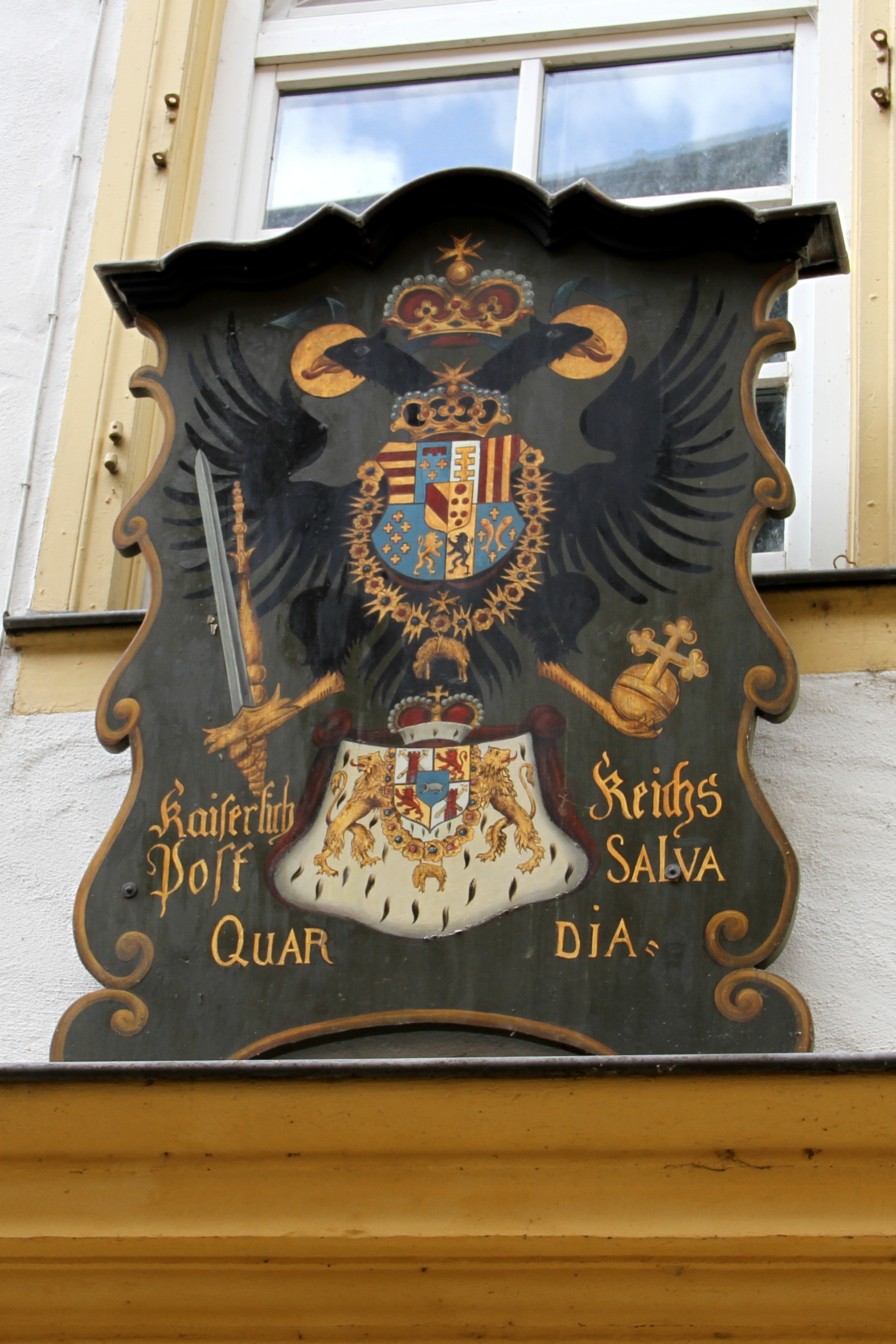
Le armi gentilizie della famiglia (al di sotto dello stemma asburgico).

### Principi di Thurn und Taxis (dal 1695)
| N° | Titolo   | Nome               | Dal  | Al   | Consorte e Note                                                                                    |
| 1  | Principe | Carlo Alessandro   | 1805 | 1827 | Teresa di Meclemburgo-Strelitz                                                                     |
| 2  | Principe | Massimiliano Carlo | 1827 | 1871 | Guglielmina di Dornberg, Matilde Sofia di Oettingen                                                |
| 3  | Principe | Massimiliano Maria | 1871 | 1885 | Figlio della duchessa Elena di Baviera, sorella dell'imperatrice Elisabetta d'Austria, detta Sissi |
| 4  | Principe | Alberto I          | 1885 | 1918 | Margherita Clementina d'Austria                                                                    |

### Capi della casata di Thurn und Taxis, titolari non regnanti (dal 1918)
| N° | Titolo   | Nome               | Dal  | Al   | Consorte e Note                 |
| 1  | Principe | Alberto I          | 1918 | 1952 | Margherita Clementina d'Austria |
| 2  | Principe | Francesco Giuseppe | 1952 | 1971 | Isabella di Braganza            |
| 3  | Principe | Carlo Augusto      | 1971 | 1982 | Maria Anna di Braganza          |
| 4  | Principe | Giovanni           | 1982 | 1990 | Gloria di Schönburg-Glauchau    |
| 5  | Principe | Alberto II         | 1990 |      |                                 |

## Ritratti dei sovrani e principi di Thurn und Taxis

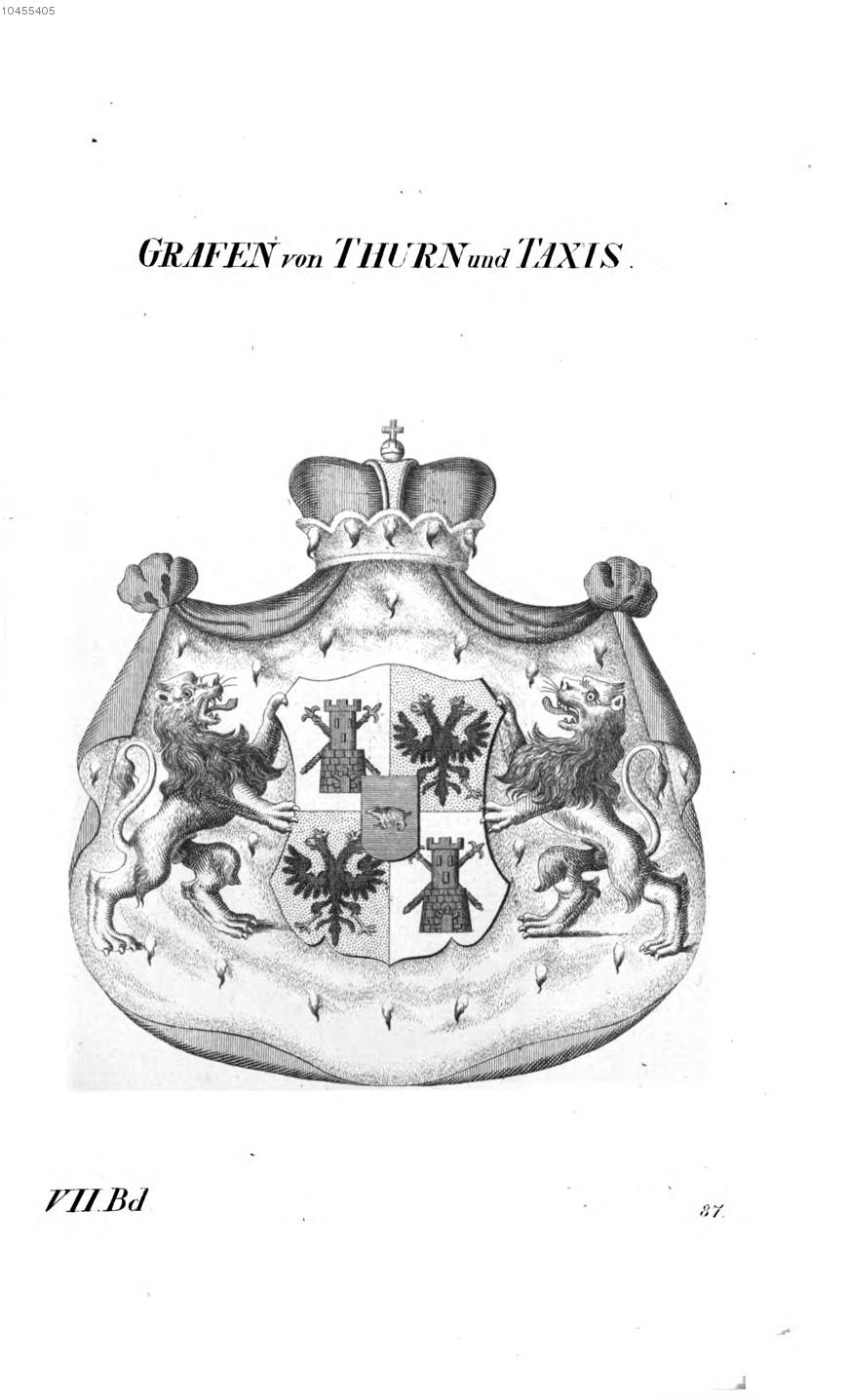
L'arme dei Thurn und Taxis
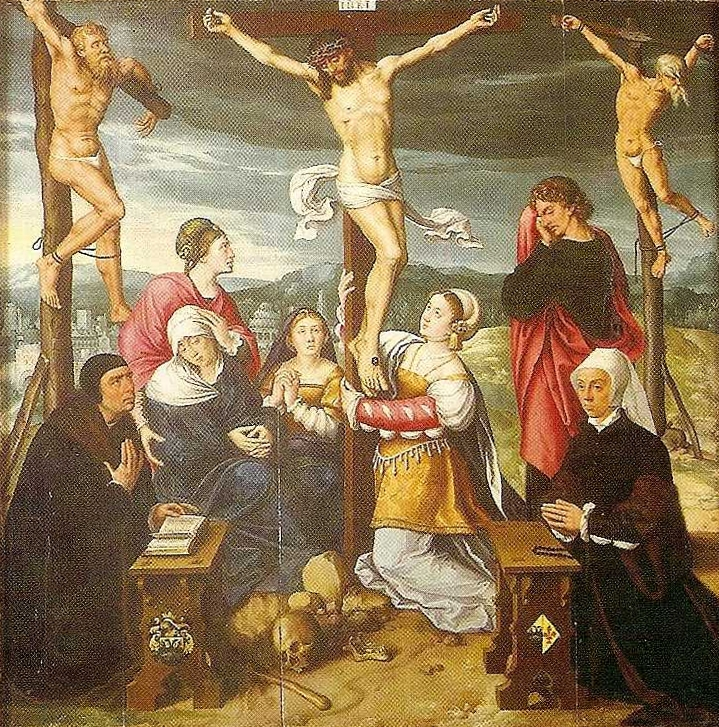
Giovanni Battista
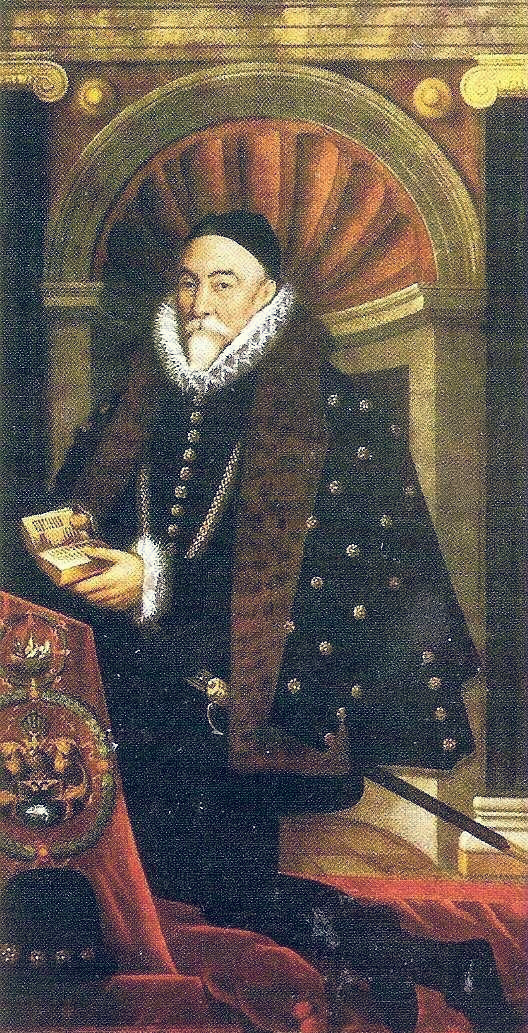
Leonardo I
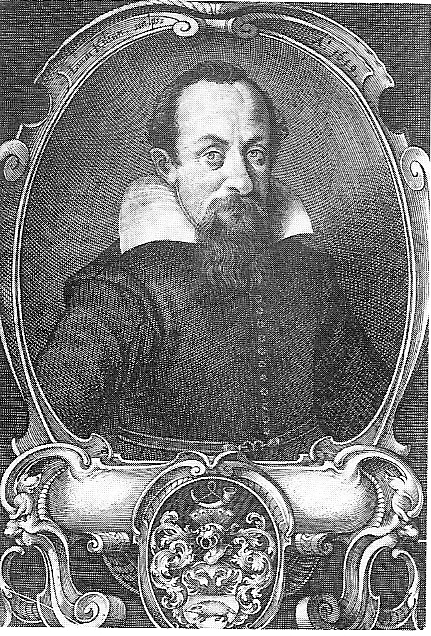
Lamoral I
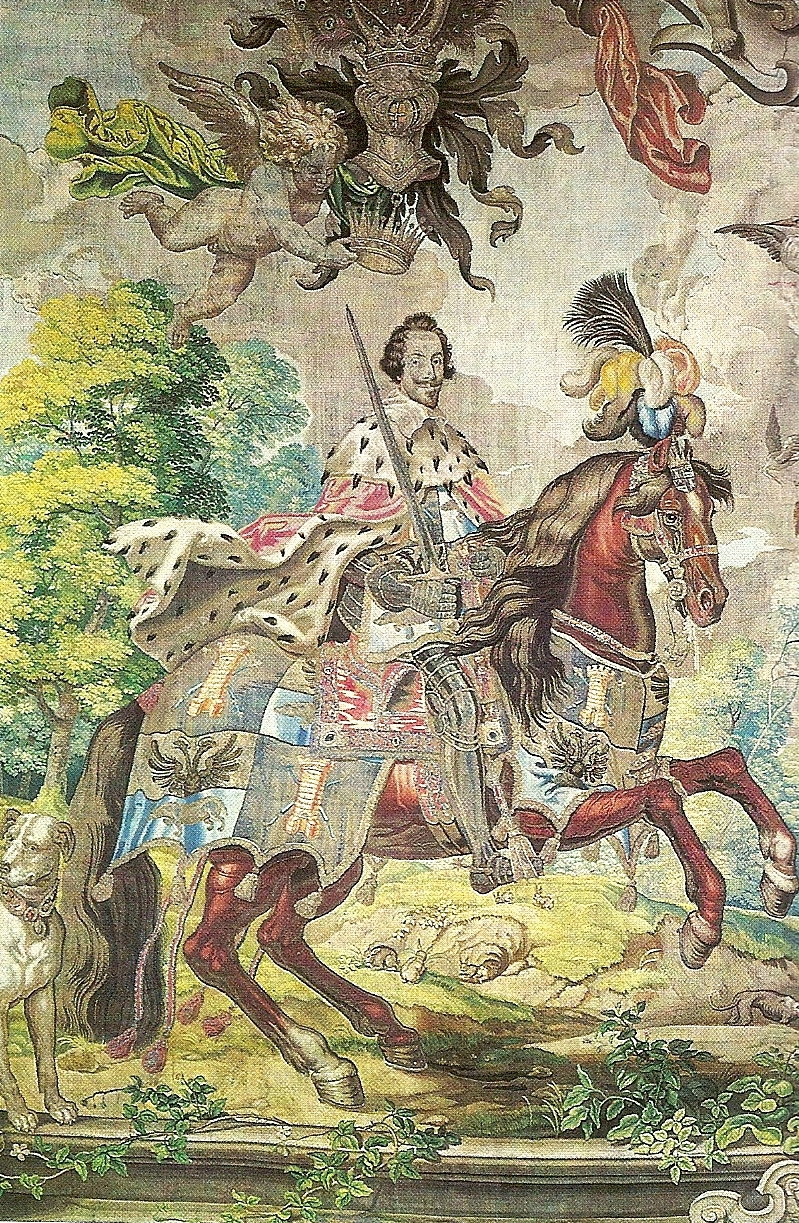
Leonardo II
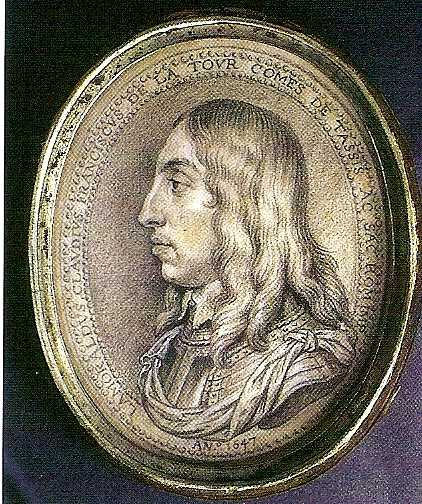
Lamoral II Claudio
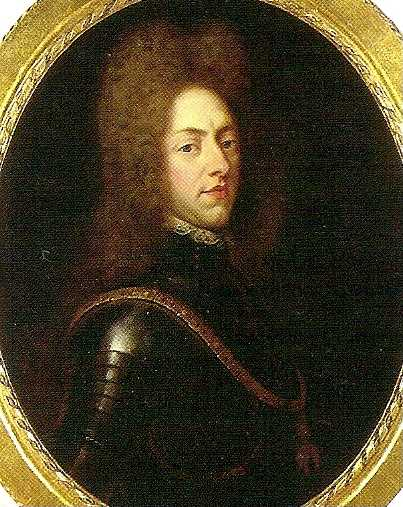
Eugenio Alessandro
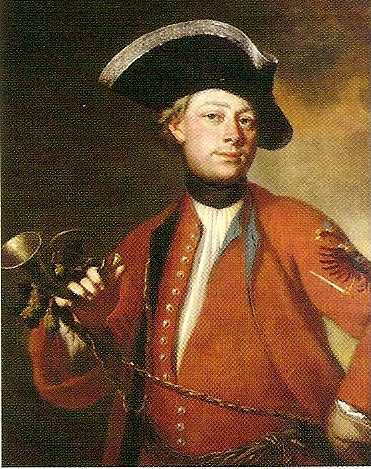
Anselmo Francesco
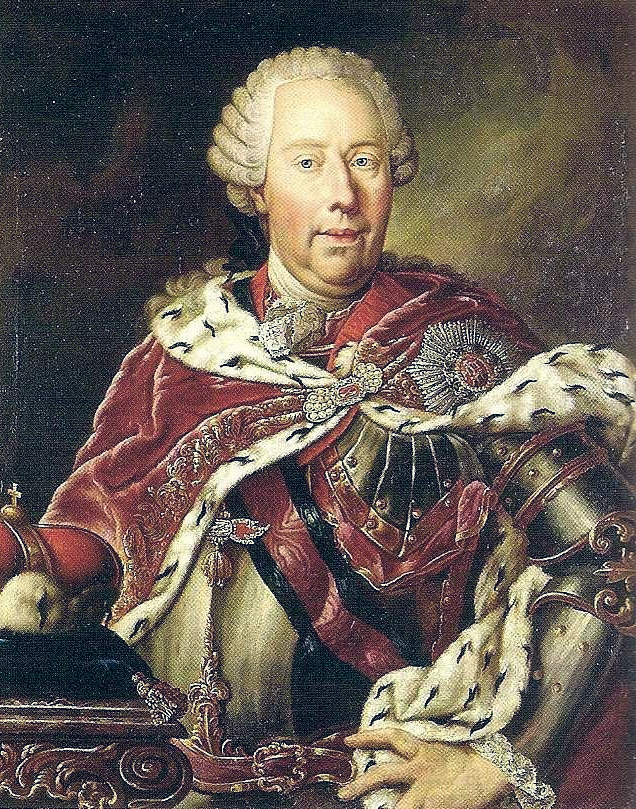
Alessandro Ferdinando
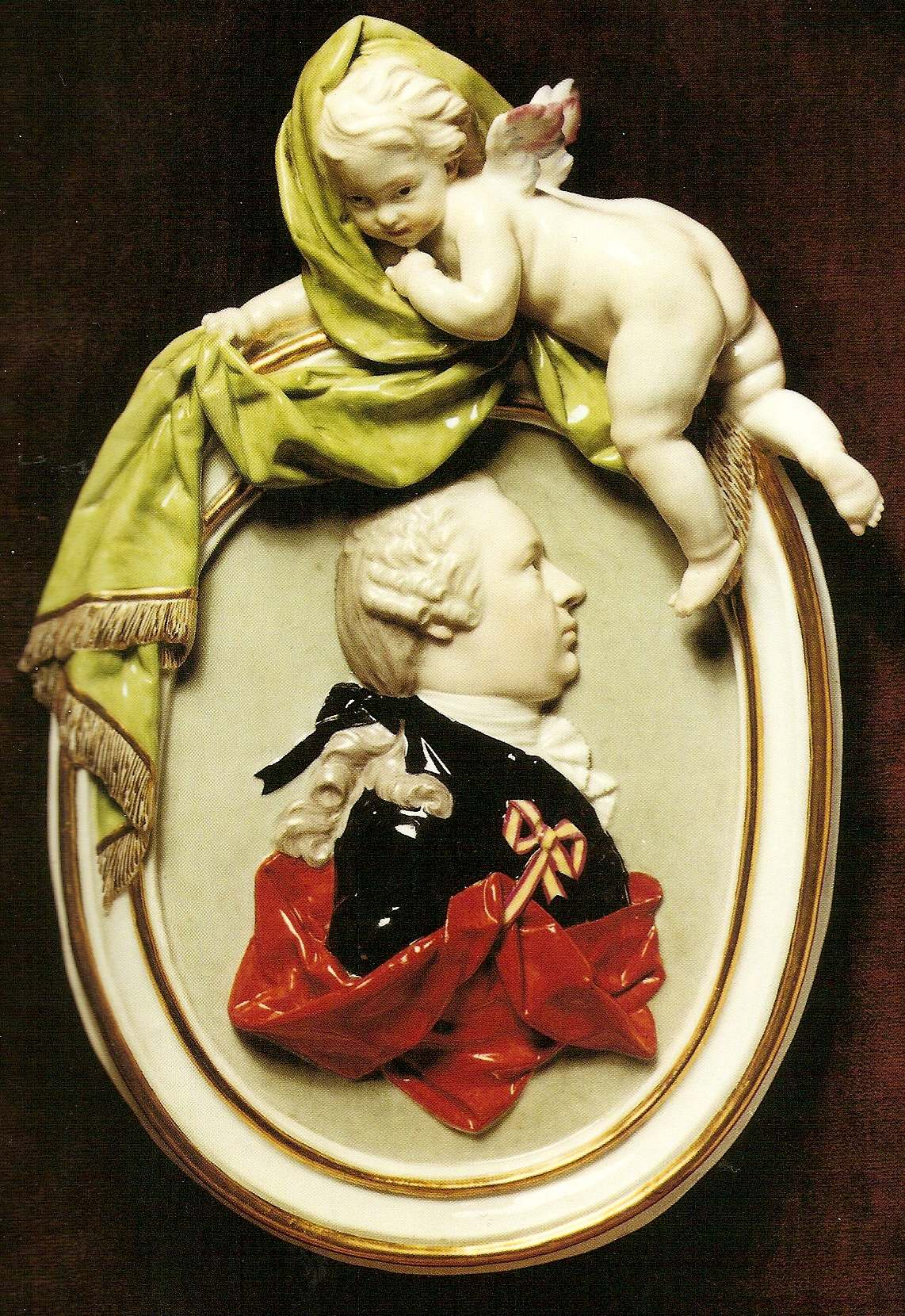
Carlo Anselmo
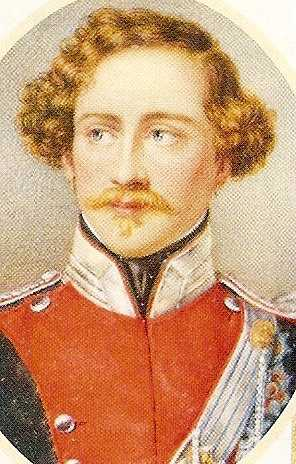
Massimiliano Carlo
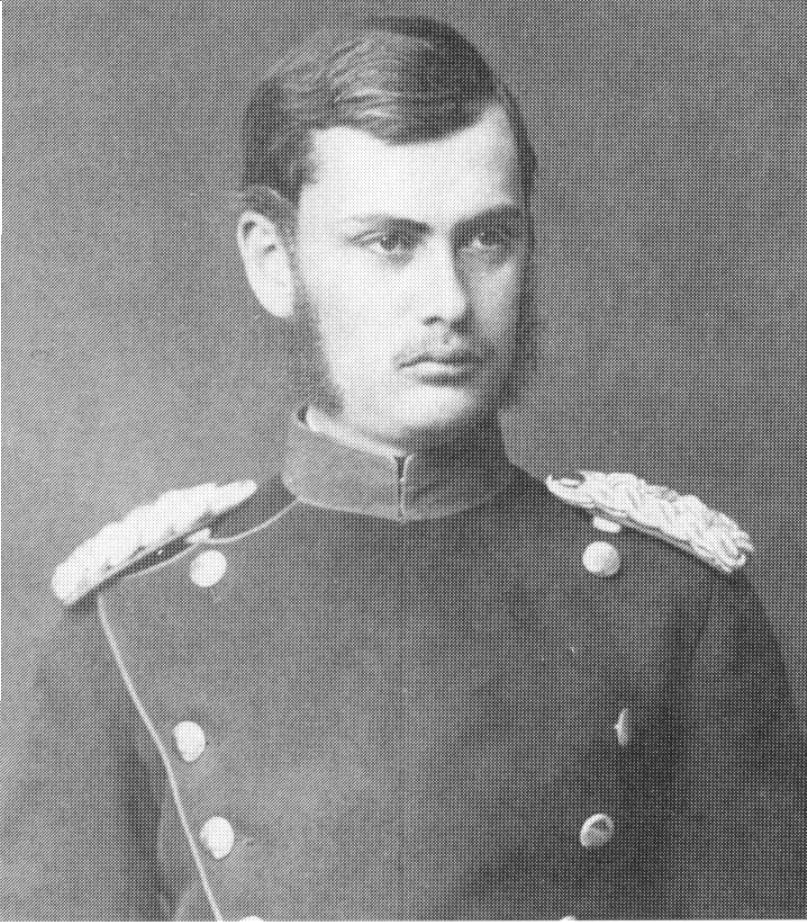
Massimiliano Maria
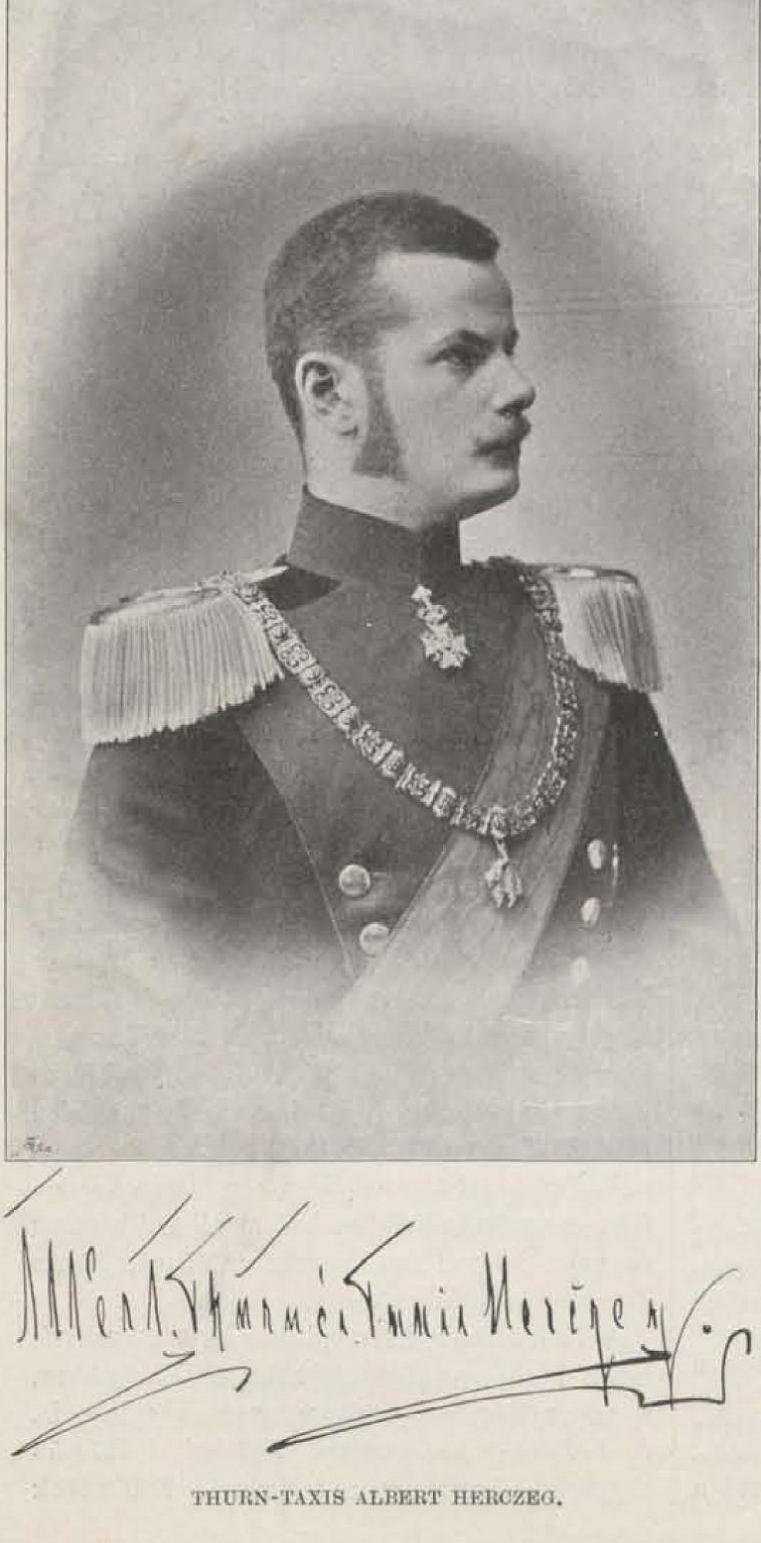
Alberto I
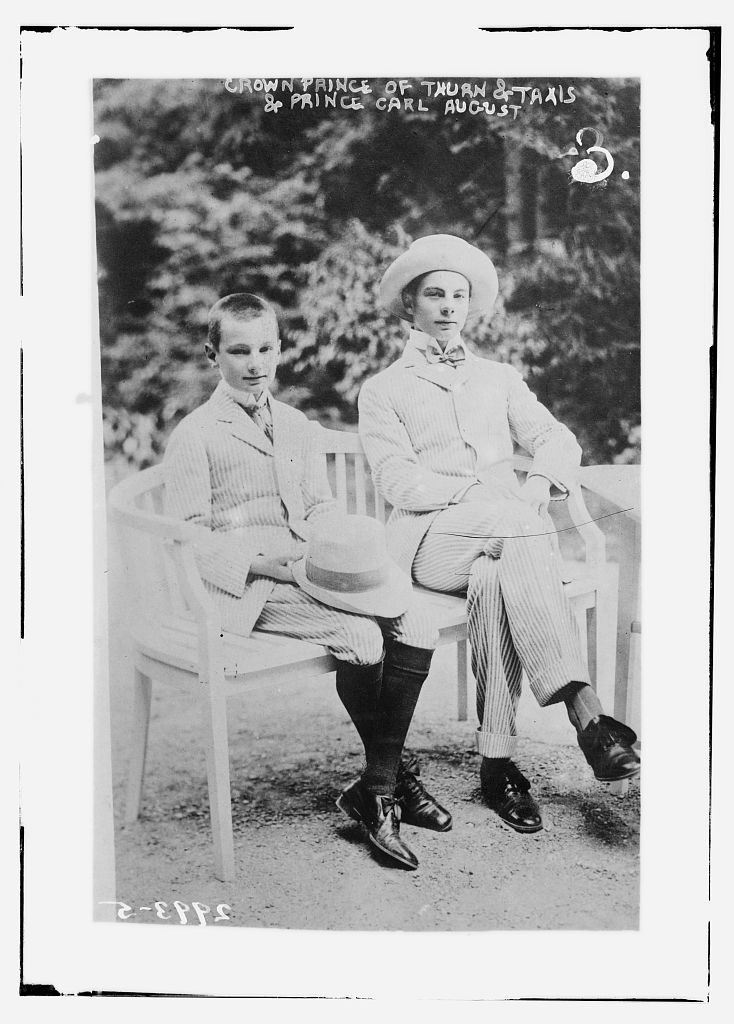
Francesco Giuseppe e Carlo Augusto
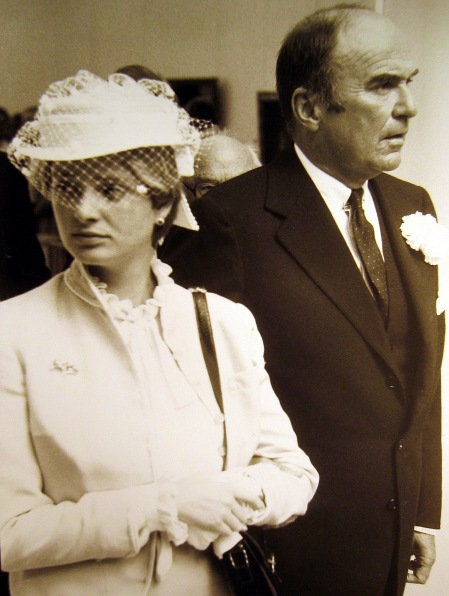
I principi Giovanni e Gloria
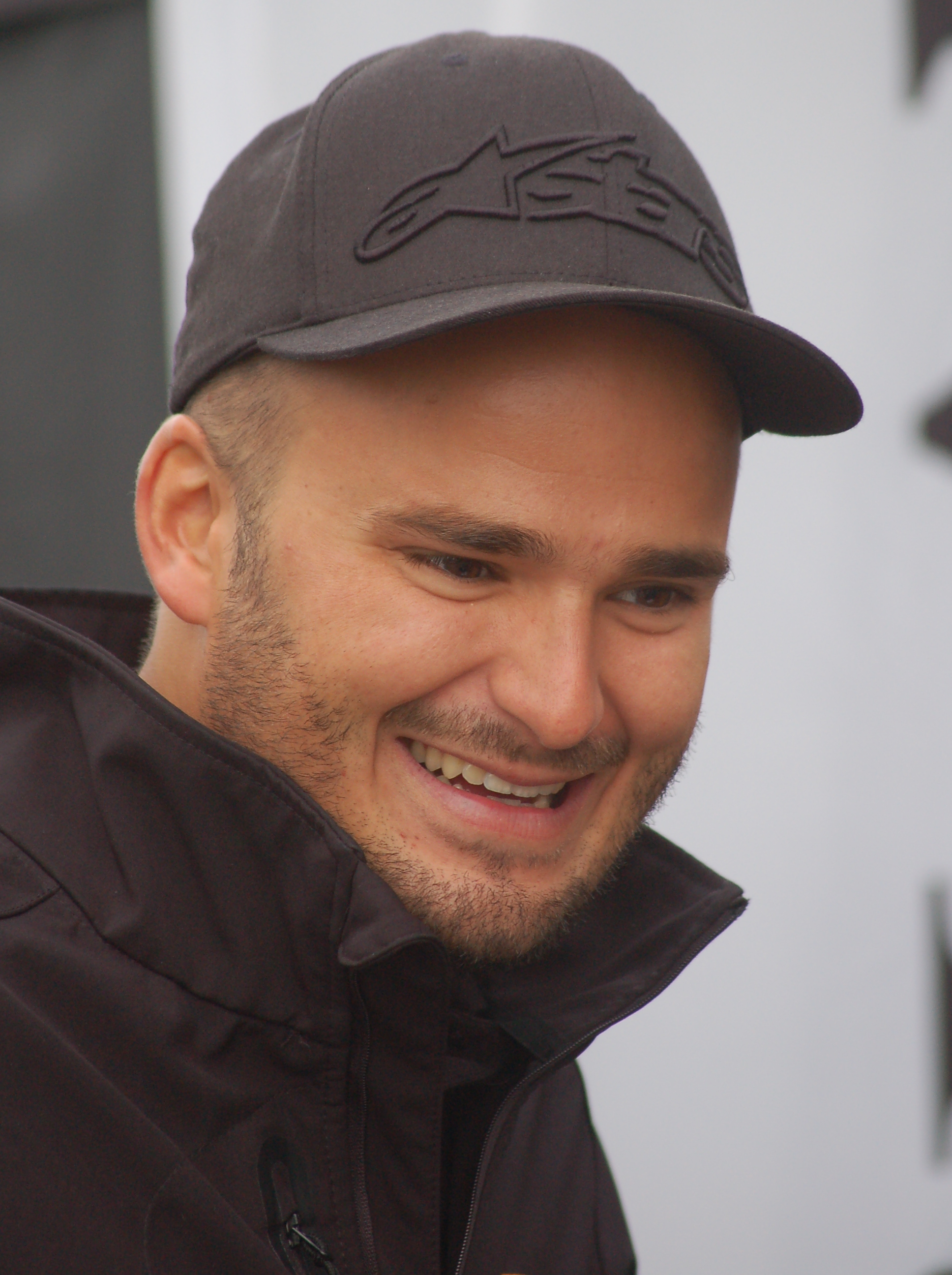
Alberto II